# Port lotniczy Pohnpei
Port lotniczy Pohnpei (IATA: PNI, ICAO: PTPN) – międzynarodowy port lotniczy zlokalizowany na wyspie Pohnpei, w Mikronezji.

## Linie lotnicze i połączenia
- Continental Airlines obsługiwane przez Continental Micronesia (Chuuk, Guam, Honolulu, Kosrae, Kwajalein, Majuro)